# Boyacaorden

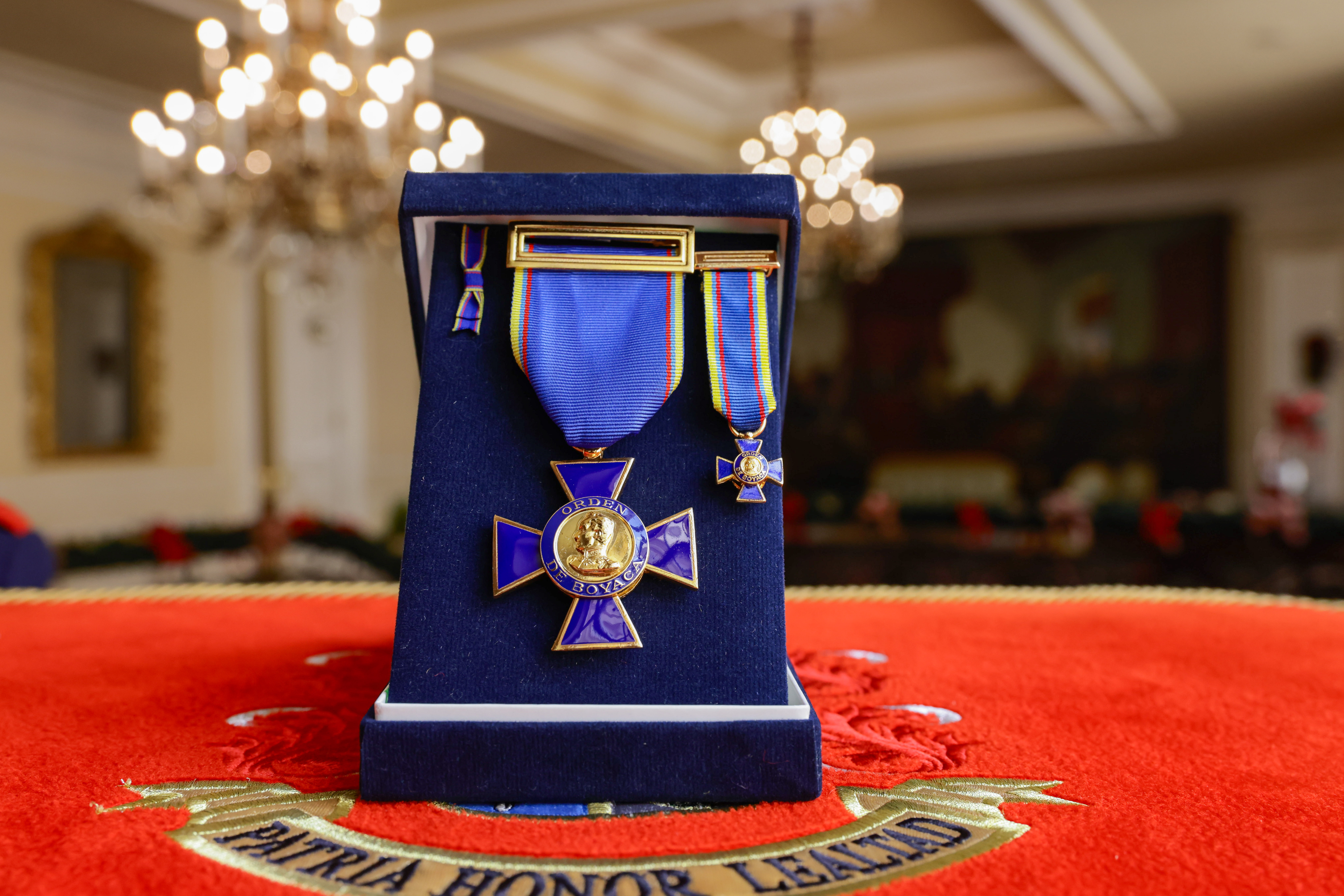
Ordens tecken

Boyacaorden (spanska: Orden de Boyacá) är en colombiansk orden som delas för meriter för internationell politik och diplomati. Mottagaren behöver inte vara en colombiansk medborgare, och kan vara både en civil- eller militärperson.
Orden grundades år 1922 och dess namn syftar till slaget vid Boyacá. Colombias president är ordens stormästare.
Orden består av åtta grader:
- storkedjan
- specialstorkors
- storkors
- storofficerare
- silverkors
- kommendör
- officerare
- riddare